# Grand-Place de Malines
Pour les articles homonymes, voir Grand-Place (homonymie).
La Grand-Place (en néerlandais : Grote Markt) est une place de type grand-place, située au centre de la ville belge de Malines (province du Brabant flamand).
Sur la place se situent l'hôtel de ville et une statue en bronze de l'Opsinjoorke, figure du folklore local. Jusqu'en 2006, une statue de Marguerite d'Autriche y était également présente, avant d'être déplacée vers le marché de la Chaussure (Schoenmarkt). À proximité de la Grand-Place se trouve la cathédrale Saint-Rombaut.